# Чемпионат России по футболу среди женщин 2000 (первый дивизион)
Первый дивизион по футболу среди женских команд 2000 — 9-й футбольный турнир Первого дивизиона — второго по силе дивизиона в системе женских футбольных лиг России. Победителем Первого дивизиона во второй раз стала Русь из Москвы, которая прекратила своё существование после сезона 2000 года (в первый раз она была победителем Первого дивизиона 1998, как фарм-клуб Чертаново под названием «Русь-Чертаново»).

## Участники
Сводная статистика участников
учтены матчи завершённых сезонов
без учёта мячей забитых в сериях послематчевых пенальти
с учётом технических результатов

| команда       | команда       | сезоны | сезоны          | Результаты выступлений | Результаты выступлений | Результаты выступлений | Результаты выступлений | Результаты выступлений | Результаты выступлений | Результаты выступлений | Результат в сезоне 1999    | Примечания                 |
| наименование  | город         | #      | года            | И                      | В                      | Н                      | П                      | ЗМ                     | ПМ                     | РМ                     | Результат в сезоне 1999    | Примечания                 |
| ------------- | ------------- | ------ | --------------- | ---------------------- | ---------------------- | ---------------------- | ---------------------- | ---------------------- | ---------------------- | ---------------------- | -------------------------- | -------------------------- |
| Русь          | Москва        | 6      | 1992, 1995—1999 | 93                     | 52                     | 15                     | 26                     | 220                    | 119                    | +101                   | Первый дивизион, 2-е место | Русь-Чертаново (1995—1999) |
| Надежда-Гудок | Красноармейск | 1      | 1999            | 14                     | 8                      | 0                      | 6                      | 24                     | 24                     | 0                      | Первый дивизион, 5-е место | Надежда (1999)             |
| Анненки       | Калуга        | —      | —               | —                      | —                      | —                      | —                      | —                      | —                      | —                      | —                          | дебютант                   |
| Есения        | Рыбное        | —      | —               | —                      | —                      | —                      | —                      | —                      | —                      | —                      | —                          | дебютант                   |

- Клуб «Русь-Чертаново» переименовался в «Русь», перестав быть фарм-клубом Чертаново.
- Клуб «Анненки» сформировался на основе молодёжный команды расформированной «Калужанки».

По окончании Первого дивизиона 1999:
- Команда «Катюша-Спартак» не участвовала в Чемпионатах 2000 года.

- Команда «Вологжанка» в связи с финансовыми трудностями прекратила существование в межсезонье.

- Команда «Виктория» была исключена из Первого дивизиона 1999 после первого этапа.

## Турнирная таблица
Команды сыграли 4 круга (2 матча дома и 2 в гостях).
| Поз | Команда                       | И  | В  | Н | П  | МЗ | МП  | РМ   | О  | Квалификация или выбывание         |
| --- | ----------------------------- | -- | -- | - | -- | -- | --- | ---- | -- | ---------------------------------- |
| 1   | Русь (Москва)                 | 12 | 10 | 2 | 0  | 64 | 7   | +57  | 32 | расформирован                      |
| 2   | Анненки (Калуга)              | 12 | 6  | 2 | 4  | 47 | 15  | +32  | 20 |                                    |
| 3   | Надежда-Гудок (Красноармейск) | 12 | 5  | 2 | 5  | 50 | 23  | +27  | 17 | преобразован в «Надежду» (Ногинск) |
| 4   | Есения (Рыбное)               | 12 | 0  | 0 | 12 | 1  | 117 | -116 | 0  |                                    |

1. ↑  «Русь» в связи с финансовыми трудностями прекратила существование в межсезонье

### Лучшие бомбардиры
| Место | Игрок            | Клуб                          | Голы |
| ----- | ---------------- | ----------------------------- | ---- |
| 1     | Елена Макаренко  | Русь (Москва)                 | 14   |
| 2     | Наталья Бахурина | Надежда-Гудок (Красноармейск) | 11   |
| 3     | Голованова       | Русь (Москва)                 | 11   |